# Tarifa de energia elétrica
No Brasil, a tarifa de energia elétrica é o preço definido pela Agência Nacional de Energia Elétrica que deve ser pago pelos consumidores finais de energia elétrica. As tarifas podem ser calculadas para uma concessionária de distribuição (distribuidora) ou para uma concessionária de transmissão (transmissora). A tarifa calculada para as distribuidoras primeiras são as tarifas de distribuição, que é o preço cobrado ao consumidor final e as tarifas de uso dos sistema elétricos de distribuição - TUSD. Já a tarifa calculada para as transmissoras é a  tarifa de uso dos sistema elétricos de transmissão - TUST

## Parcela B
A ANEEL calcula uma taxa de retorno (lucro) de aproximadamente quatro por cento (4%) dos investimentos feitos pela empresa concessionária de distribuição e aceitos pela ANEEL como prudentes e necessários à prestação do serviço.